# Легенда за тракийското съкровище
Легенда за тракийското съкровище е проект за първата българска рок опера на ВИС Златни струни от 1977 г.
Идеята за създаването на операта е на братята Иван и Борислав Мишеви, замислена по време на турне на групата в СССР и е силно повлияна от Исус Христос суперзвезда. Намерението е операта да бъде представяна заедно с изложбите на тракийските съкровища, които под патронажа на Людмила Живкова гастролират по света, придружени с визуални ефекти, балет и пантомима с Вельо Горанов.
Създаването на партитурата на Легендата за тракийското съкровище е поверено на Христо Ламбрев, като единствен с музикално образование в групата и либретиста Георги Гогов. Подготвени са модели на Казанлъшката гробница и костюми на жреци. Герои в операта са тракиецът Севт и жена му Лесескепра, загинали в битка.
В студийните записи, освен групата Златни струни, са включени певците Асен Селимски, Ани Павлова, Маргарита Хранова, както и Естрадно-симфоничният оркестър на БНР с диригент Дечо Таралежков, който, заедно с Христо Ламбрев, е автор на оркестрациите.
Рок операта Легенда за тракийското съкровище, след две предпремиерни представяния в залата на ВИТИЗ Кръстьо Сарафов, в присъствието на почти цялото управително тяло на Съюза на българските композитори и органите на Държавна сигурност, рок операта е спряна за изпълняване, а по-късно и премахната като звукозапис в Българското национално радио.
Благодарение на Димитър Дженев от Чирпан, който предоставя уникален запис на произведението на 22 септември 2018 г. се състои неговата радиопремиера в камерната зала „Картини от една изложба“ на Софийската филхармония.

## Творчески екип на шоуто
Възстановка на съдържанието и участниците: Христо Ламбрев 2018 г.
- Йордан Караджов – вокал
- Иван Мишев – китари, ръководител
- Христо Ламбрев – клавишни инструменти и вокал
- Румен Спасов – бас китара
- Борислав Мишев – ударни инструменти
- Солисти: Асен Селимски, Панайот Панайотов, Ани Павлова, Маргарита Хранова
- Балет – три балетиста, пантомима – Вельо Горанов (Ваятеля)
- Хор и Естрадно-симфоничен оркестър на БНР, диригент: Дечо Таралежков
- Музика и аранжимент – Иван Мишев и Христо Ламбрев
- Аранжимент за оркестъра и хора: Дечо Таралежков, Христо Ламбрев
- Либрето: Георги Гогов, Вельо Горанов и Иван Мишев
- Текст: Георги Гогов